# کاجوکنبو
کاجوکنبو (انگلیسی: Kajukenbo) هنر رزمی ابداع شده در هاوایی است.